# Traveller (песня)
«Traveller» — песня американского певца Криса Стэплтона, вышедшая 27 апреля 2015 года в качестве первого сингла с его дебютного студийного альбома Traveller (2015). «Traveller» выиграла награду в категории Лучшее сольное кантри-исполнение.

## История
Песня была положительно воспринята и публикой и критиками и она получила две номинации Грэмми (в том числе Лучшая кантри-песня), выиграв в одной из категорий (Лучшее сольное кантри-исполнение).

## Коммерческий успех
Песня достигла позиции № 17 в американском кантри-чарте Billboard's Hot Country Songs. К февралю 2016 года тираж сингла достиг 135,000 cкопий в США, а позднее за полумиллионный тираж он получил золотую сертификацию RIAA.

## Награды и номинации

### Grammy Awards
| Год  | Номинируемая работа | Категория                        | Результат | Ссылки |
| ---- | ------------------- | -------------------------------- | --------- | ------ |
| 2016 | «Traveller»         | Лучшее сольное кантри-исполнение | Победа    | [ 2 ]  |
| 2016 | «Traveller»         | Лучшая кантри-песня              | Номинация | [ 2 ]  |

## Позиции в чартах
| Чарт (2015-16)                    | Высшая позиция |
| --------------------------------- | -------------- |
| США (Billboard Hot 100)           | 87             |
| США (Billboard Hot Country Songs) | 17             |

## Сертификация
| Регион                                                                      | Сертификация  | Продажи   |
| --------------------------------------------------------------------------- | ------------- | --------- |
| Австралия (ARIA)                                                            | Золотой       | 35 000    |
| США (RIAA)                                                                  | 2× Платиновый | 2 000 000 |
| Данные о продажах + прослушиваниях приведены только на основе сертификации. |               |           |